# Змійовик (медальйон)

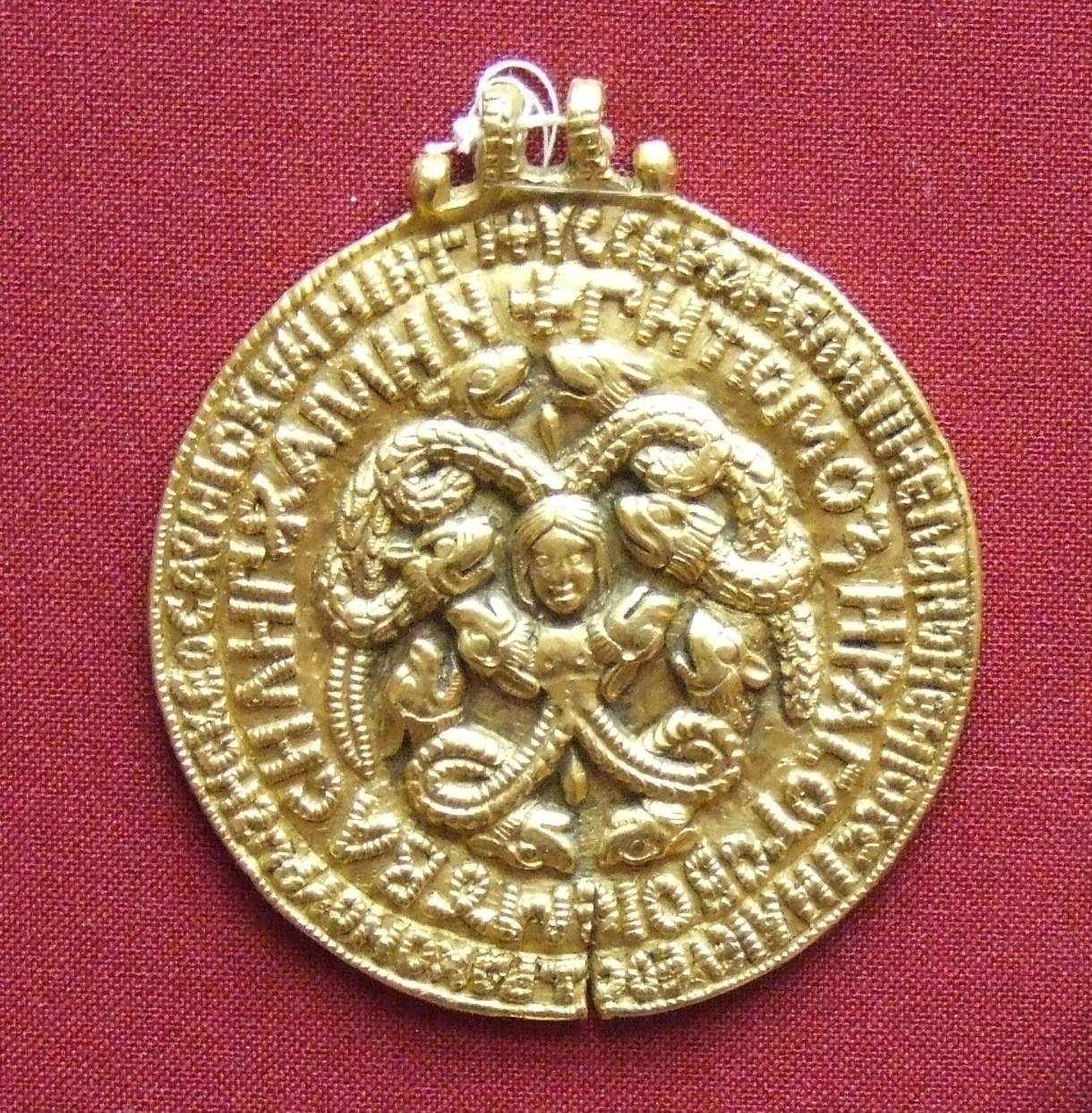
Змійовик, знайдений у Чернігові. Кін. 11 ст. Золото, лиття. Зараз зберігається в Державному Російському музеї.

Змійови́к — круглий, пишно декорований медальйон, що на лицьовому боці мав зображення святого, а на звороті — плетінковий, змієподібний орнамент. Змійовики носили як талісмани й амулети проти недуг і чарів. Змійовики знайдені в Чернігові й Білогородці під Києвом. Золотий чернігівський змійовик, можливо, належав князеві Володимиру Мономаху (див. фото). На його лицьовому боці зображений архангел Михаїл, а на звороті — голова, подібна до античної Горгони Медузи. А бронзовий змійовик знайдений в Білогородці, відомий як «Білгородська гривня», міг належати його синові — Мстиславу.